# Passeport européen pour animal de compagnie

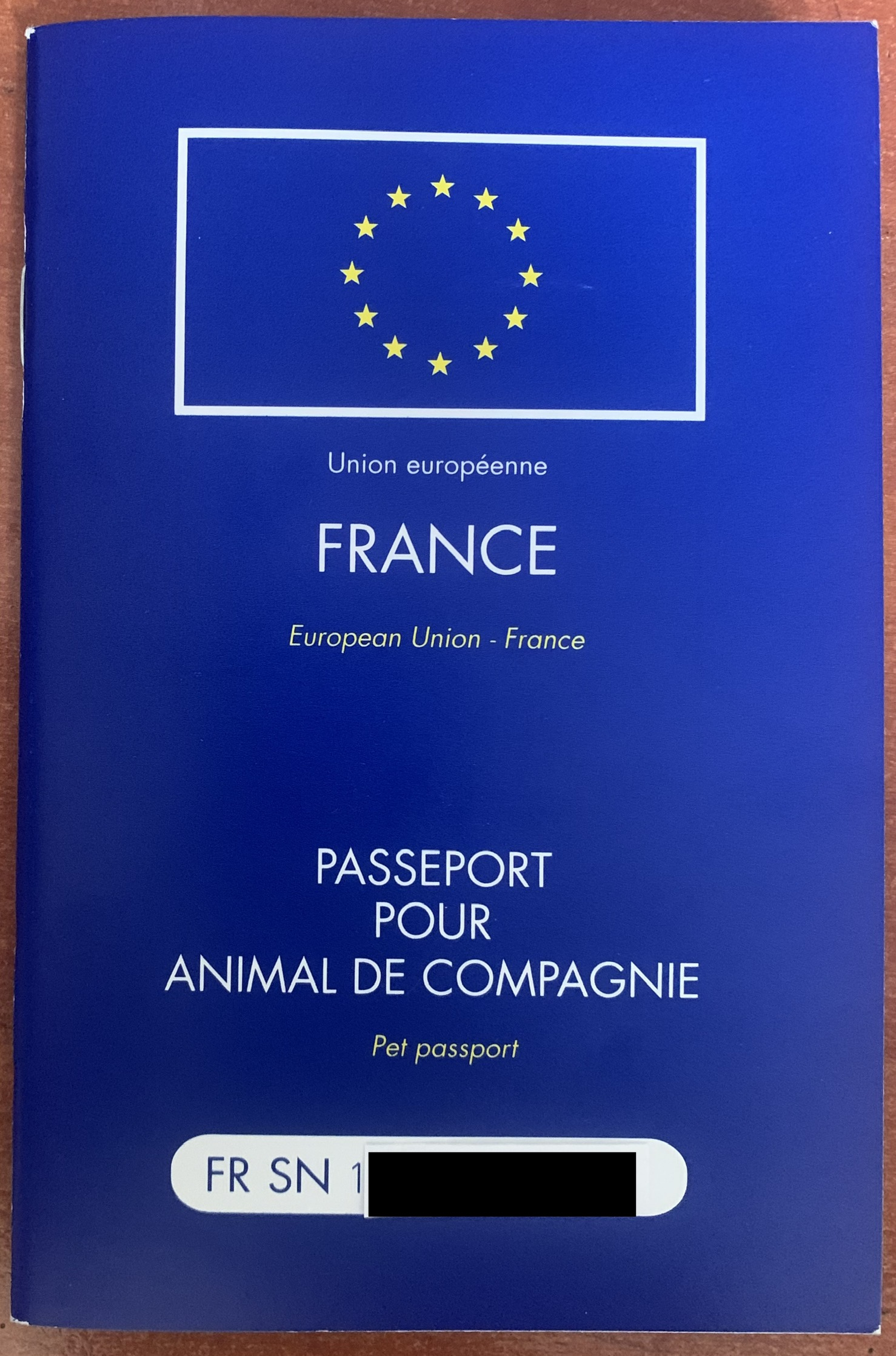
Version française du passeport européen pour animal de compagnie

Le passeport européen pour animal de compagnie est un document de circulation délivré par les autorités des États-membres de l'Union européenne à travers leurs systèmes vétérinaires respectifs. Il permet aux animaux de compagnie les plus répandus et de domestication ancienne de circuler facilement au sein de l'Union européenne en harmonisant les règles d'entrée et de sortie des États membres. 
Ce passeport concerne les carnivores domestiques, dont la législation définit de manière précise la liste des animaux considérés. Ce sont plus précisément les chats, les chiens et les furets. Ce dispositif n'est donc pas valable pour les autres animaux n'entrant pas dans cette liste, comme les nouveaux animaux de compagnie (NAC) qui restent donc soumis à des réglementations spécifiques.  
Ce passeport est valide sous deux conditions :
- l'animal doit être identifié par une puce électronique sous-cutanée (pour radio-identification) depuis le 4 juillet 2011 (auparavant il s'agissait d'un tatouage) ;
- l'animal doit avoir été vacciné contre la rage.

Des dispositions temporaires ont toutefois été exigées jusqu'en fin 2011 pour des séjours en Irlande, en Suède, à Malte ou au Royaume-Uni. Elles ont pris fin en janvier 2012.

## Sources et références
1. ↑  Commission européenne - Mouvements d'animaux de compagnie (chiens, chats et furets)
2. ↑  « Règles de l'UE concernant les voyages avec des animaux de compagnie et d'autres animaux dans l'UE », sur Your Europe (consulté le 6 décembre 2020).